# Einar Söderqvist
Einar Söderqvist (Sven Einar Axel Söderqvist; * 24. Dezember 1921 in Domsjö; † 14. April 1996 in Gävle) war ein schwedischer Hammerwerfer.
Bei den Olympischen Spielen 1948 in London wurde er Achter mit 51,48 m.
Seine persönliche Bestleistung von 54,84 m stellte er am 23. Juli 1948 in Borås auf.